# Gertrud Scheumann
Gertrud Scheumann (* 3. Juni 1920 als Gertrud Hannes in Swinemünde; † November 2014) war eine deutsche Opernübersetzerin. Als fünfte Tochter von Ferdinand Hannes und seiner Frau Clara sowie ältere Schwester von Hellmut Hannes studierte sie in Berlin, Rostock und Straßburg Biologie und Chemie und begann ihre Doktorarbeit. Durch die wirtschaftliche Situation ihrer aus dem Osten vertriebenen Eltern war sie gezwungen, das Studium abzubrechen und als technisch-biologische Assistentin an der Universität Bonn zu arbeiten. Ihr Ehemann war der Mineraloge Karl Hermann Scheumann.
Nach der Emeritierung ihres Mannes siedelte sich das Paar in Bad Hersfeld an, wo Gertrud Scheumann in dem von Siegfried Heinrich begründeten, späteren Festspielchor aktiv wurde. Nach ihrer Pensionierung widmete sie sich dem Hersfelder Festspielchor und dem in dieser Zeit ebenfalls von Siegfried Heinrich begründeten Frankfurter Konzertchor. Für Aufführungen in der Hersfelder Stiftsruine übersetzte sie italienische Libretti singbar ins Deutsche.

## Aufführungen
Die folgenden Opern wurden in der Übersetzung von Gertrud Scheumann in der Stiftsruine Bad Hersfeld aufgeführt und als Bücher publiziert:
- 1980, 1981, 1983: L’Orfeo
- 2004, 2011: Barbier von Sevilla
- 1996, 2010: Nabucco
- 2003: Tosca
- 1991, 1992, 2006, 2012: Don Giovanni
- 1997, 1998, 2005, 2014: Così fan tutte[3]